# Шанфоржеј
Шанфоржеј (фр. Champforgeuil) насеље је и општина у источном делу централне Француске у региону Бургоња, у департману Саона и Лоара која припада префектури Шалон сир Саон.
По подацима из 2011. године у општини је живело 2345 становника, а густина насељености је износила 321,67 становника/km². Општина се простире на површини од 7,29 km². Налази се на средњој надморској висини од 190 метара (максималној 201 m, а минималној 174 m).

## Демографија
| 1962. | 1968. | 1975. | 1982. | 1990. | 1999. | 2011. |
| ----- | ----- | ----- | ----- | ----- | ----- | ----- |
| 1.092 | 1.213 | 1.923 | 2.125 | 2.128 | 2.185 | 2.345 |

График промене броја становника у току последњих година